# Ramphocelus costaricensis
Ramphocelus costaricensis là một loài chim trong họ Thraupidae.